# Messina
Messina är Siciliens tredje största stad, kommun och huvudort i provinsen Messina. Staden är belägen vid Messinasundet och är en betydande hamnstad. Kommunen hade 234 293 invånare (2017). På andra sidan sundet ligger Reggio di Calabria.

## Historia
Messina grundades av grekiska kolonisatörer på 700-talet f.Kr. Staden hette från början Zankle (lie), på grund av den naturliga hamnens form, men bytte namn efter att flyktingar från Messenien bosatte sig där 490 f.Kr. Staden förstördes av karthager 396 f.Kr. men byggdes upp igen.
Efter jordbävningen i Messina, som åtföljdes av en 12 meter hög tsunami den 28 december 1908, förstördes praktiskt taget hela staden.